# Giochi della Comunità degli Stati Indipendenti
I Giochi della Comunità degli Stati Indipendenti o Giochi CSI sono un evento sportivo biennale che prevede la competizione tra atleti provenienti dalla Comunità degli Stati Indipendenti (CSI) o da alcuni altri stati.
I giochi sono aperti ad atleti di età inferiore a 23 anni.
La prima edizione si è svolta nel 2021.

## Storia
La prima edizione era originariamente prevista per il 2020, fu spostata al 2021 a causa del COVID.
Alla prima edizione hanno partecipato solo stati membri della CSI, mentre la seconda edizione ha visto la partecipazione anche di altre nazioni..
| Edizione | Anno | Apertura    | Chiusura     | Luogo              | Paesi partecipanti | Specialità | Atleti |
| -------- | ---- | ----------- | ------------ | ------------------ | ------------------ | ---------- | ------ |
| I        | 2021 | 4 settembre | 11 settembre | Russia, Kazan'     | 9                  | 16         |        |
| II       | 2023 | 4 agosto    | 14 agosto    | Bielorussia, Minsk | 22                 | 20         | 2200   |
| III      | 2025 |             |              | Azerbaigian, Gəncə |                    | 20         |        |